# 杜梅因 (伊利諾伊州)
杜梅因（英語：Dewmaine）是位於美國伊利諾伊州威廉森縣的一個非建制地區。該地的面積和人口皆未知。

## 地理
杜梅因的座標為37°46′50″N 89°04′37″W / 37.78056°N 89.07694°W，而該地的平均海拔高度為131米（即430英尺）。